# Patricia Belcher
Pour les articles homonymes, voir Belcher.
Patricia Belcher (née le 7 avril 1954 à Helena, Montana) est une actrice américaine, connue pour son rôle du procureur Caroline Julian dans la série Bones.

## Biographie
Elle est née à Helena, dans le Montana. Elle est d'origine afro-américaine.
Elle a étudié le théâtre sous la direction de nombreux professeurs d'art dramatique, dont l'actrice nommée aux Oscars, Beah Richards.

## Carrière
Avant de devenir actrice, Belcher a participé à l'émission télévisée Jeopardy! mais elle a perdu contre l'avocat Ron Black en finale.
Patricia Belcher a fait quelques apparitions dans des films comme Le Nombre 23, Jeepers Creepers, Une bouteille à la mer ou (500) jours ensemble. Elle est surtout connue pour ses apparitions dans des séries télévisées : Boston Justice, Cool Attitude, Ally McBeal ou FBI : Portés disparus.
Belcher tient le rôle récurrent de Caroline Julian dans la série Bones. Elle joue aussi depuis 2010 le rôle de Mme Dabney dans la série de Disney Channel Bonne chance Charlie.

## Filmographie

### Cinéma
- 1990 : L'Expérience interdite : Edna
- 1994 : Danger immédiat : Officier INS
- 1995 : La Mutante : Infirmière
- 1996 : Le Cobaye 2 : Cliente impatiente
- 1996 : Au-delà des lois : Femme en colère
- 1999 : Une bouteille à la mer : Annie
- 1999 : Molly : Margaret Duffy
- 1999 : The Wood : Mlle Hughes
- 2001 : Jeepers Creepers : Jezelle Gay Hartman
- 2001 : Beautés empoisonnées : Femme de chambre
- 2002 : The Board Room : Stephens
- 2003 : I Love Your Work : Dr. Fein
- 2003 : Dry Cycle : Abagail
- 2004 : Criminal : La banquière
- 2004 : Cut and Run (court-métrage) : Roberta
- 2004 : Reflections: A Story of Redemption (court-métrage) : Mère
- 2005 : Edmond : Femme du métro
- 2006 : Blackout : Surveillante du dépôt
- 2006 : The Still Life : Femme de chambre
- 2007 : Le Nombre 23 : Dr. Alice Mortimer
- 2008 : Le Fantôme de mon ex-fiancée : Helen
- 2008 : Desertion : Barbara
- 2008 : Lower Learning : Colette Bamboo
- 2008 : Juan Frances: Live : Sœur Agatha
- 2009 : (500) jours ensemble : Millie
- 2010 : Cyrus : Maybelle
- 2010 : Five Star Day : Patty
- 2011 : Shuffle : Psychiatre
- 2011 : Forever Young at Heart (court-métrage) : Mae Belle-Jackson-Jenksins-Dubois
- 2012 : I Do  : Gloria
- 2012 : Sistaah Friend (court-métrage) : Super Shero de l'Unité
- 2013 : Bad Words : Ingrid
- 2014 : Sister : Miss Thompson
- 2014 : Haunted : Lee Knox
- 2015 : Il est toujours temps d'aimer : Ouvrière
- 2016 : The Tiger Hunter : Sandy
- 2018 : Mariage à Long Island : Thelma
- 2018 : The Way We Weren't : Dr Dietz
- 2023 : Ant-Man et la Guêpe : Quantumania : une passante
- 2024 : Le Flic de Beverly Hills : Axel F. (Beverly Hills Cop: Axel F) de Mark Molloy : la juge Angelic

### Télévision
- 1991 : Beverly Hills 90210 (1 épisode) : Religieuse
- 1992 : Madame est servie (1 épisode) : Infirmière
- 1992 : La Voix du silence (1 épisode) : Vivian Jones
- 1993 : Doorways (téléfilm) : Madge
- 1993 : Black Widow Murders: The Blanche Taylor Moore Story (téléfilm) : Infirmière Kitty
- 1993 : Guerres privées (1 épisode) : Présidente du jury
- 1993 : Les Sœurs Reed (1 épisode) : Réceptionniste
- 1993 : Homefront (1 épisode) : Cliente
- 1993 : New York Police Blues (1 épisode) : Détective
- 1994 : Attack of the 5 Ft. 2 Women (téléfilm) : La juge
- 1994 : Seinfeld (1 épisode) : Femme
- 1994 : Dream On (1 épisode) : Infirmière
- 1994 : Thea (1 épisode) : Mlle Brown
- 1995 : Le Silence des innocents (téléfilm) : Juré
- 1995 : Papa, l'ange et moi (téléfilm) : Christine
- 1995 : Favorite Deadly Sins (téléfilm) : Juge
- 1995 : Body Language (téléfilm) : Juge May
- 1995 : Cybill (1 épisode) : Infirmière
- 1995 : Martin (1 épisode) : Inez
- 1995 : Coach (1 épisode) : Voisine
- 1995 : Urgences (1 épisode) : Infirmière
- 1995 : Notre belle famille (1 épisode) : Mlle Sawyer
- 1996 : Sans alternative (téléfilm) : Juge
- 1996 : Murder One (1 épisode) : Mlle Harris
- 1996 : Les Anges du bonheur (1 épisode) : Miss Raphael
- 1996 : Mariés, deux enfants (1 épisode) : Eunetta
- 1996 : Life's Work (1 épisode) : Gloria
- 1996-1998 : Sister, Sister (4 épisodes) : Conseillère Martha Hicks / Selma
- 1997 : Van Helsing Chronicles (téléfilm) : Infirmière
- 1997 : Tout le monde aime Raymond (1 épisode) : Ruth
- 1997 : Brooklyn South (1 épisode) : Regina Hopkins
- 1997 : Chicago Hope : La Vie à tout prix (1 épisode) : Stephanie Plummer
- 1997 : Players, les maîtres du jeu (1 épisode) : Tante Florence
- 1997 : The Good News (1 épisode) : Lorraine Hudson
- 1997 : Le célibataire (1 épisode) : Journaliste Newsweek
- 1997 : Living Single (2 épisodes) : Florence Jacobs
- 1997-1999 : The Parent 'Hood (3 épisodes) : Mlle Griffith / Juge / Principal Bobbit
- 1997-2001 : The Practice : Bobby Donnell et Associés (3 épisodes) : Candace Levy
- 1998 : Vie de chien, Vie de château (téléfilm) : Juge Tanner
- 1998-1999 : Tracey Takes On... (5 épisodes) : Ida
- 1998-2000 : The Hughleys (7 épisodes) : Jessie Mae
- 1999 : Rude Awakening (1 épisode) : Dr. Lloyd
- 1999 : Le Drew Carey Show (1 épisode) : Juge Holloway
- 1999 : Maggie Winters (1 épisode) : Ruth
- 1999-2001 : The Norm Show (7 épisodes) : La Propriétaire
- 2000 : Les Duke à Hollywood (téléfilm) : Deacon
- 2000 : Battle of the Sitcoms (1 épisode) : Renee
- 2000-2001 : The Trouble with Normal (6 épisodes) : Lila
- 2001 : La bonne étoile (téléfilm) : Conseillère
- 2001 : Sabrina, l'apprentie sorcière (1 épisode) : Professeur Hutchins
- 2001-2002 : One on One (3 épisodes) : Dr. Gilkes
- 2002 : Ally McBeal (1 épisode) : Marsha Forrester
- 2002 : Oui, chérie ! (1 épisode) : Bernice
- 2002 : Girlfriends (1 épisode) : Iva Dent
- 2002 : Leap of Faith (1 épisode) : Infirmière
- 2002-2003 : Le Monde merveilleux d'Andy Richter (2 épisodes) : Mlle Machado
- 2002-2004 : Une famille presque parfaite (3 épisodes) : Miss Bodin
- 2003 : Cool Attitude (4 épisodes) : Mlle Hightower
- 2004 : Malcolm (1 épisode) : Dr. Lucille Armstrong
- 2004 : FBI : Portés disparus (1 épisode) : Georgia Reston
- 2004-2007 : Boston Justice (3 épisodes) : Juge Leslie Bishop
- 2005 : Cool attitude, le film (téléfilm) : Mlle Hightower
- 2005 : Hot Properties (1 épisode) : Infirmière Gracie
- 2005 : Close to Home : Juste Cause (2 épisodes) : Juge Riker
- 2005-2006 : Twins (5 épisodes) : Dolly
- 2006 : How I Met Your Mother (1 épisode) : Réceptionniste
- 2006 : Earl (1 épisode) : Réceptionniste
- 2006 : Rodney (1 épisode) : Renette
- 2006 : The Jake Effect (7 épisodes) : Principal Curtis
- 2006-2017 : Bones (55 épisodes) : Caroline Julian
- 2007 : The Loop (1 épisode) : Pat Swanson
- 2007 : Weeds (1 épisode) : Miriam Walters
- 2008 : Las Vegas (1 épisode)
- 2008 : Jimmy délire (1 épisode) : Edna
- 2008 : The Cleaner (1 épisode) : Sœur Alma
- 2008 : Cold Case : Affaires classées (1 épisode) : Margaret Trudlow
- 2009 : United States of Tara (S1E11) : Gloria
- 2009 : According to Jim (S8E16): Mlle Kretzer
- 2009 : Community (S1E01) : Serveuse (figuration)
- 2009 : The Middle (S1E01) : Mlle Rettig
- 2009 : Philadelphia (S5E06) : Juge
- 2009-2010 : Better Off Ted (2 épisodes) : Janet
- 2010-2014 : Bonne chance Charlie (24 épisodes) : Estelle / Virginia Dabney
- 2011 : US Marshals : Protection de témoins (2 épisodes) : Mlle Anders
- 2012 : Le Lycée de la honte (téléfilm) : Principal Jenkins
- 2012 : Dr Emily Owens (S1E06) : Dolores
- 2014 : The Millers (S1E19) : Sunni
- 2014 : Partners (S1E06) : Juge Reiss
- 2015 : Mike and Molly (S5E08) : Rose
- 2015 : C'est pas moi ! (S2E17) : Candy
- 2016 : Murder (S2E11) : Juge Corrine Stefano
- 2017 : Santa Clarita Diet (S1E01) : Roberta
- 2017 : The New V.I.P.'s (téléfilm) : Myrtle
- 2017 : Trial & Error (9 épisodes) : Juge Horsedich
- 2017 : Mom (S5E08) : Gloria
- 2017-2018 : The Guest Book (2 Episodes) : Bernice
- 2018 : Code Black (S3E08) : Gloria
- 2018 : Forever (S1E02) : Ellen
- 2018-2019 : Teachers (9 épisodes) : Mavis
- 2018-2021 : A.P. Bio (3 Episodes) : Surveillante générale
- 2019 : Le Secret de Nick (S1E09) : Ingrid
- 2019 : Young Sheldon (S3E03) : Clara
- 2019 : Will et Grace (S11E1) : Ellie
- 2020 : Single Parents (S2E12) : Vice Principal Sara Yarble
- 2020 : 9-1-1 (S3E12) : La voisine des Wallaces
- 2020 : American Dad! (voix, S15E08) : employé du service citoyenneté et immigration
- 2021 : Voisins mais pas trop (S3E06) : Soeur Sabrina
- 2021 : Asking for It (téléfilm) : Nana
- 2021 : Lucifer (S6E06) : Loretta
- 2021 : The Rookie : Le Flic de Los Angeles (S4E05) : Mme Crouch
- 2022 : Bob Hearts Abishola (en) (2 épisodes) : Esther
- 2022 : Lay Lay dans la place (S2E07) : Mammy (Grandma)
- 2022 : Call Me Kat (en) (S3E03) : Barbara
- depuis 2022 : Les Super-Vilains de Valley View (14 épisodes) : Celia
- 2022-2023 : Cool Attitude, encore plus cool (voix, 6 épisodes) : Principale Hightower

## Voix françaises
- Julie Carli dans :
  - Bones (Série TV, 2è voix, 2009-2017, S5-S12)
  - Le Lycée de la honte (Téléfilm, 2012)
  - Dr Emily Owens (Série TV, 2012)
  - The Millers (Série TV, 2014)
  - Murder (Série TV, 2016)

- Nathalie Hons (Belgique) dans :
  - Bonne chance Charlie (Série TV, 2010-2014)
  - C'est pas moi ! (Série TV, 2015)
  - Les Super-Vilains de Valley View (Série TV, depuis 2022)

- Cathy Cerda dans :
  - Trial & Error (Série TV, 2017)
  - Forever (Série TV, 2018)
  - Asking for It (Téléfilm, 2021)

- Françoise Pavy dans :
  - Santa Clarita Diet (Série TV, 2017)
  - Young Sheldon (Série TV, 2019)

- Frédérique Cantrel dans Jeepers Creepers (2001)
- Claudine Maufray dans Bones (Série TV, 1è voix, 2006-2008, S1-S4)
- Maïk Darah dans Mariage à Long Island (2018)